# قرار مجلس الأمن التابع للأمم المتحدة رقم 96
قرار مجلس الأمن التابع للأمم المتحدة رقم 96، المعتمد في 10 نوفمبر 1951، بعد أن تلقى تقريرا من السيد فرانك جراهام، ممثل الأمم المتحدة في الهند وباكستان، وكذلك الاستماع إلى خطابه أمام المجلس كأساس لبرنامج نزع السلاح تم الإشارة إليه مع الموافقة. وأشار المجلس بارتياح الإعلان الذي أصدرته كل من الهند وباكستان بأنهما سيعملان من أجل التوصل إلى تسوية سلمية، ويواصلان الالتزام بوقف إطلاق النار، ووافق على المبدأ القائل بأن انضمام دولة جامو وكشمير ينبغي أن يحدده استفتاء حر ونزيه تحت رعاية الأمم المتحدة. ثم كلف المجلس ممثل الأمم المتحدة بمواصلة جهوده للتوصل إلى اتفاق من الطرفين على خطة لتحقيق التجريد من السلاح في ولاية جامو وكشمير وتقديم تقرير عن جهوده مع رأيه فيما يتعلق بالمشاكل الممنوحة له في غضون ستة اسابيع.
اعتمد القرار بأغلبية تسعة أصوات . امتنعت الهند والاتحاد السوفياتي.